# Bradbeers

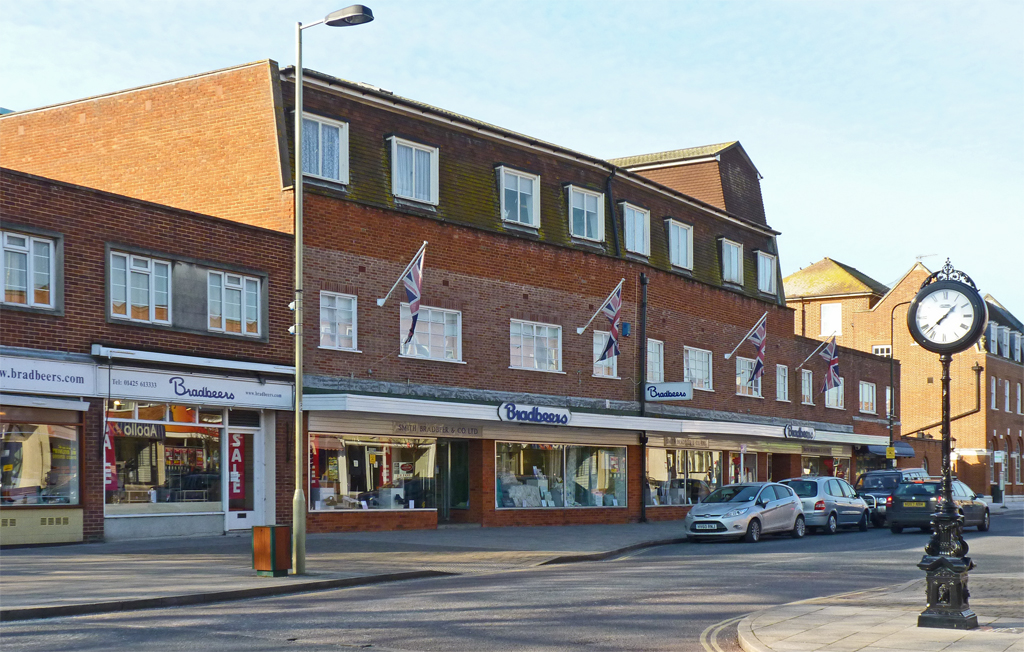
Bradbeers in New Milton

Bradbeers is een door een familie gerunde keten van waren- en meubelwinkels in Hampshire. Er zijn vestigingen in New Milton, Hedge End en Romsey. 
De oorsprong van het bedrijf gaat terug tot een kleine stoffenwinkel in Southampton, gerund door R.S. Smith. De winkel handelde onder verschillende namen tot 1892, toen de heer Bradbeer in het bedrijf kwam. De winkel werd verwoest tijdens het bombardement op Southampton tijdens de Tweede Wereldoorlog, en het bedrijf stopte met zijn activiteiten in de stad. Tegenwoordig heeft het bedrijf vier locaties, met warenhuizen in Romsey en New Milton en meubelwinkels in zowel New Milton als Hedge End.

## Geschiedenis

### Begintijd en naamsveranderingen
In 1837 opende R.S. Smith een kleine stoffenwinkel in Bernard Street, Southampton. Hij bleef nog 50 jaar lang actief betrokken bij de bedrijfsvoering, tot aan zijn dood in 1887. In die tijd werd de naam van het bedrijf gewijzigd en werden ook de namen van de partners genoemd met wie hij samen het bedrijf runde. In 1865 veranderde de naam van het bedrijf in Smith, Bumpstead & Trippe; in 1884 werd de naam gewijzigd in Smith, Brookman & Lewis. Na de dood van de heer Smith nam de heer Lewis het bedrijf over als manager en bleef tot zijn pensionering in 1892 handelen onder de naam Smith & Lewis. Toen trad de heer Bradbeer toe tot de onderneming en werd het bedrijf een juridische entiteit.

### Southampton
In 1905 verhuisde het bedrijf naar een toplocatie in Above Bar, Southampton. In 1935 werd de winkel uitgebreid met de ernaast gelegen locatie. Bradbeer bleef zijn hele leven vrijgezel en toen hij in 1932 overleed, liet hij de zaak na aan zijn werknemers. Vooral twee medewerkers hebben hiervan geprofiteerd; meneer Saunders die in 1895 bij het bedrijf was gekomen en die de rechterhand van meneer Bradbeer was en Gwilym Davies die in 1931 bij het bedrijf was gekomen en die later met een van de dochters van meneer Saunders trouwde. Gwilym Davies was de vader van de huidige generatie eigenaren van het bedrijf.

### Tweede Wereldoorlog
Het bedrijf kreeg een grote tegenslag te verduren tijdens de Blitz toen de winkel in Southampton op 23 november 1940 direct werd getroffen door een bom. Twee weken later was het bedrijf echter weer actief, vanaf locaties in Shirley en New Milton. Er werden plannen gemaakt om de winkel in Southampton na de oorlog te herbouwen, maar deze plannen werden in 1949 stopgezet toen de lokale raad een onteigeningsbevel uitvaardigde. Het beroep van het jaar daarop werd verloren en Smith Bradbeers verliet de stad waar het bedrijf al meer dan 100 jaar actief was.

### Naoorlogse expansie
Na de oorlog handelde het bedrijf vanuit drie steden; New Milton, Romsey en Eastleigh. In 1969 overleed Gwilym Davies en volgden zijn drie zonen hem op. Het bedrijf is de afgelopen 50 jaar blijven groeien.

## Filialen
Bradbeers opereert vanuit vier hoofdlocaties, in drie steden aan de zuidkust. De warenhuizen zijn te vinden in New Milton en Romsey, terwijl de meubelshowrooms gevestigd zijn in New Milton en Hedge End. Daarnaast exploiteert Bradbeers een verhuis- en opslagbedrijf vanuit Romsey, evenals een meubelverhuurbedrijf. Daarnaast bevindt zich een meubelwinkel in de hoofdstraat van Eastleigh .

### Winkels in New Milton
De winkel in New Milton werd in 1969 verticaal uitgebreid door een nieuwe verdieping te bouwen. Het warenhuis is gevestigd op 126–134 Station Road 126-134, New Milton, Hampshire. Het assortiment bestaat o.a. uit mode, parfumerie, keuken- en cadeauartikelen en linnengoed. Daarnaast is er een restaurant.
In New Milton is ook een meubelwinkel van Bradbeers gevestigd.

### Winkel in Romsey
Het filiaal in Romsey is gevestigd op Bell Street 14-20 in Romsey, Hampshire Het werd geopend in een gebouw dat voorheen bekendstond als de Dolphin Inn en werd in de jaren 1960 en 1970 uitgebreid door de aankoop van aangrenzende panden. Een grote uitbreiding, waarbij het vloeroppervlak werd verdubbeld en waarbij een roltrap werd geïnstalleerd en twee nieuwe restaurants werden geopend, werd in 2003 voltooid. Het gebouw zou worden geplaagd door de geest van een witte of blauwe dame die in de oudere gedeelten van de winkel is gesignaleerd. In dit filiaal worden diverse producten verkocht, waaronder kleding, cosmetica, sieraden, huishoudelijke artikelen en bagage.

### Winkel in Hedge End
De meest recente grote uitbreiding van het bedrijf vond plaats in 2010 met de overname van een retailpark in het bloeiende winkelgebied Hedge End. Het grootste deel van het terrein werd herontwikkeld en wordt nu door Bradbeers geëxploiteerd als meubelshowroom. De overige vier locaties worden verhuurd aan andere bedrijven.

## Charitatieve stichting
De Smith Bradbeer Charitable Trust werd in 1997 opgericht en is een geregistreerde liefdadigheidsinstelling. De belangrijkste doelstellingen zijn het ondersteunen van de verspreiding van het christelijk geloof (waar ook ter wereld). Het is een liefdadigheidsinstelling die subsidies verstrekt ter ondersteuning van kerken, zendelingen en evangelisatiewerk overal ter wereld.
De Trust is afhankelijk van Smith Bradbeer & Co voor ontvangen donaties en wordt beheerd door een managementcomité bestaande uit vijf trustees.
De stichting doneert jaarlijks een percentage van de winst ter bevordering van haar doelstellingen.

## Markten
Smith Bradbeer & Co beheert de populaire Romsey-markt die elke week op dinsdag, vrijdag en zaterdag wordt gehouden in de Cornmarket buiten het warenhuis Romsey.